# Шмаїн Ханан Мойсейович
Шмаїн Ханан Мойсейович (* 1902, Камінь — 1969) — радянський режисер театру і кіно школи Леся Курбаса, сценарист.

## Життєпис

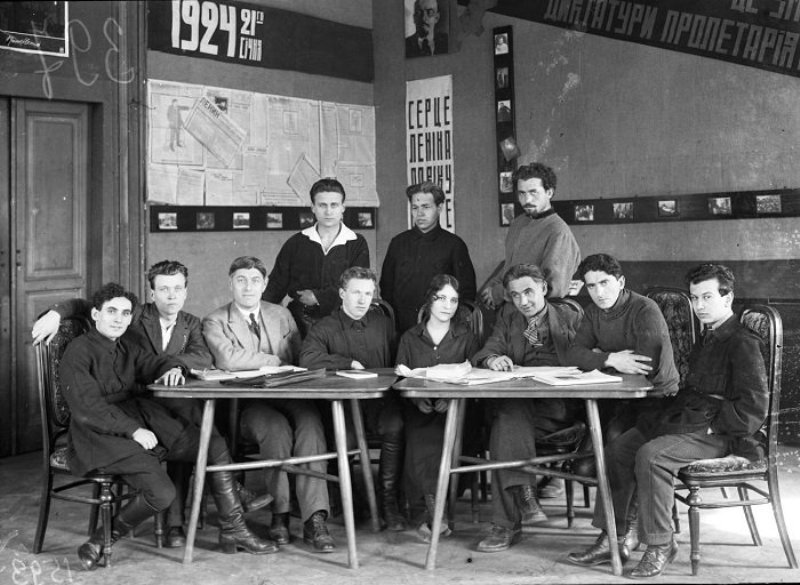
Режисерська лабораторія театру «Березіль», 1925 р. Сидять (зліва направо): Ханан Шмаїн, Я. Бортник, В. Василько, Борис Тягно, З. Пігулович, Л. Курбас, Ф. Лопатинський, Ю. Лішанський. Стоять: Павло Береза-Кудрицький, І. Крига, А. Авраменко-Ирій

Працював в Одесі. З Одеси зі своєю сім'єю перебрався до Києва. На кіностудії «Українфільм» зняв фільми: «Очищення» (або «Скринька», 1930), «Свині завжди свині» (1931), «Приємного апетиту» (1932), «Одного разу влітку» (1936, у співавт. з I. Ільїнським), в яких користувався засобами американського трюкового фільму.
Х. М. Шмаїн залишив певний слід у творчому житті актора Ігора Ільїнського. На зйомках комедійного пригодницького фільму «Одного разу влітку» Ільїнський був не тільки другим режисером, але і виконавцем двох головних ролей — шарлатана-фокусника, що видає себе за професора Сен-Вербуда та голови автомобільного клубу, на прізвисько «Телескоп». Про зйомки фільму актор розповідав, що Ханан Мойсейович ставився до роботи воістину з великим ентузіазмом:
 …адже технічні можливості у нас були в ту пору дуже скромні й обмежені. У фільмі ж повинні були бути автогонки, вибух машини, провалюється міст, тим не менш, він успішно впорався і зі зйомками, і з монтажем. Фільм був удостоєний похвали Ільфа і Петрова, які були авторами сценарію 
 Також Ільїнський високо цінував таку якість Шмаїна, як гарне почуття гумору.
В кінці 30-х років, під тиском критики, з родиною перебрався до Москви. У 1941 році Ханан Мойсейович добровольцем пішов на фронт, потрапив у полон до німців, дивом врятувався, сім'я його тяжко бідувала.
Після війни на кіностудії «Мосфільм» зняв ще дві кінокартини «Небезпечна рейка» (1952) i «Сеанс гіпнозу» (1953).
До книги «Лесь Курбас. Спогади сучасників» (К., 1969 «Мистецтво») увійшли спогади Х. Шмаїна про свого вчителя: «Режисер, педагог, вчений».

## Сім'я
- Дружина: Бродзінская Лія Львівна — викладач літератури на ідиш, втекла з Польщі в СРСР[2].
- Син: Шмаін Ілля Ханановіч (22 травня 1930, Одеса — 13 січня 2005, Москва) — московський священик протоієрей, клірик храму свв. ап. Петра і Павла у Яузскіх воріт[3].
- Внучка: Ганна Іллівна Шмаіна-Великанова — доктор культурології, релігієзнавець, библеист, викладач московських богословських вузів[4].

## Фільмографія
- 1930 — «Очищення» (або «Скринька», короткометражний; також співат. сцен. з Є. Чернявським)
- 1931 — «Свині завжди свині»
- 1933 — «Смачного» (також співат. сцен. з О. Корнійчуком)
- 1936 — «Якось влітку» (1936, у співавт. з I. Ільїнським)[5]
- 1952 — «Небезпечна рейка»
- 1953 — «Сеанс гіпнозу» (короткометражний; також співат. сцен. з Л. Ленчем)[6]